# (5036) Tuttle
(5036) Tuttle es un asteroide que forma parte del cinturón de asteroides y fue descubierto el 31 de octubre de 1991 por Seiji Ueda y Hiroshi Kaneda desde Kushiro, Japón.

## Designación y nombre
Tuttle fue designado al principio como 1991 US2.
Más tarde, en 1993, se nombró en honor del astrónomo estadounidense Horace Parnell Tuttle (1837-1923).

## Características orbitales
Tuttle orbita a una distancia media del Sol de 3,144 ua, pudiendo acercarse hasta 2,564 ua y alejarse hasta 3,724 ua. Tiene una excentricidad de 0,1845 y una inclinación orbital de 2,931 grados. Emplea 2036 días en completar una órbita alrededor del Sol. El movimiento de Tuttle sobre el fondo estelar es de 0,1768 grados por día.

## Características físicas
La magnitud absoluta de Tuttle es 11,9 y el periodo de rotación de 3,775 horas.